# Reinhardshagen
Reinhardshagen è un comune tedesco di 4 391 abitanti, situato nel land dell'Assia.